# Стоян Стоев
 Тази статия е за българския актьор.  За волейболиста вижте Стоян Стоев (волейболист).  
Стоян Стоев Вълков е български актьор.
Завършил ВИТИЗ „Кръстьо Сарафов“ със специалност актьорско майсторство през 1965 г.
Започва да работи в Бургаския театър (1965 – 1969), а след това и във Военния театър в София (1969-).
Член на САБ и на СБФД (1981).

## Награди и отличия
- Заслужил артист (1985).
- Медал „за заслуги“ към БНА (1975).
- Орден „Кирил и Методий“ (1980).
- Награда на критиката „за дебют“ за ролята на (Захари Стоянов) във филма „Апостолите“ (1976).
- Награда „Златна роза“ за ролята на (Захари Стоянов) в „Записки по българските въстания“ (Варна).
- Голямата награда „Златна роза“ за филма „Те надделяха“ (Варна, 1986).

## Театрални роли
- „Идиот“ (Фьодор Достоевски) – княз Мишкин
- „Силата на мрака“ (Лев Толстой) – дядо Аким
- „Вишнева градина“ (Антон Чехов)

## Телевизионен театър
- „Силует под дъжда“ (1990) (Димитър Василев)
- „Хартиеният човек“ (1986) (Кънчо Атанасов)
- „Под тревожните върхове“ (1986) (Драгомир Асенов)
- „Нощта на славеите“ (1985) (В. Ежов)
- „Кариера“ (Евгений Тодоров) (1985)
- „Дом за утре“ (1984) (Младен Денев)
- „Чичовци“ (1984) (по Иван Вазов) – Варлаам
- „Хъшове“ (1982) (Иван Вазов)
- „Ирина Комнина“ (1980) (Илия Търнин), 3 части
- „Хайдушки копнения“ (1980) (Пейо Яворов) – Мицо преписвача
- „Комендантът на Берлин“ (1980) (Вадим Собко)
- „Врабецът“ (1980) (Никола Русев) – Адам
- „Фор джентълмен или Смърт в розово“ (1978)
- „Но преди да станем големи“ (1972) (Владимир Голев)
- „Разминаване“ (1970) (Камен Калчев)
- „Усмирителна риза“

## Звукороли и участия в звукозаписи
- Повестта "Мамино детенце" - от Л. Каравелов, 1980 г., Учтехпром, играе Николчо, детето на чорбаджиите.

## Филмография
| Година      | Филми и Сериали                           | Серии | Копродукции              | Роля                                                        |
| ----------- | ----------------------------------------- | ----- | ------------------------ | ----------------------------------------------------------- |
| 1998        | След края на света                        |       | България/Германия/Гърция | кмета на Бели Извор                                         |
| 1998        | Духът на баща ми                          |       |                          |                                                             |
| 1996        | Чудо                                      |       |                          | българинът Костадин Костадинов                              |
| 1994        | Йосиф и Мария                             |       |                          | селският фелдшер                                            |
| ?           | Дърво без корен                           |       |                          |                                                             |
| 1992        | Търг (тв)                                 |       |                          | Мишо                                                        |
| 1991        | Здравей, бабо!                            |       |                          | зетят                                                       |
| 1991        | Веществено доказателство                  |       |                          | втори торлак                                                |
| 1990        | Под игото                                 | 9     | България/Унгария         |                                                             |
| 1989        | Маргарит и Маргарита                      |       |                          | Кънчо Генчев, бащата на Маргарита                           |
| 1989        | Мъже без мустаци                          | 6     |                          | индустриалецът Карагьозов                                   |
| 1988        | Черните рамки                             | 3     |                          | доцент Стаменов – Марци                                     |
| 1988        | Черните рамки                             | 5     |                          | доцент Стаменов – Марци                                     |
| 1987        | Един ден аванс                            |       |                          |                                                             |
| 1987        | Убийства                                  |       |                          |                                                             |
| 1986        | Дом за нашите деца                        | 5     |                          | болният Васил Антонов                                       |
| 1986        | Скъпа моя, скъпи мой                      |       |                          | Григор                                                      |
| 1986        | Те надделяха                              |       |                          | бай Марин                                                   |
| 1985        | Не поздравил                              |       |                          | чиновникът Станчо Плужев                                    |
| 1985        | Борис I                                   | 2     |                          | Спиро                                                       |
| 1985        | Грехът на Малтица                         |       |                          |                                                             |
| 1984        | Трите златни лъвчета (тв)                 |       |                          | ковачът                                                     |
| 1984        | Романтична история                        |       |                          | Гюров, началника                                            |
| 1984        | В името на народа                         | 8     |                          | учителят Филип                                              |
| 1984        | Дело 205/1913 П. К. Яворов                |       |                          | Иван Божилов                                                |
| 1984        | Опасен чар                                |       |                          | келнерът                                                    |
| 1983        | Бон шанс, инспекторе!                     |       |                          | директорът на банката Спас Спасиев                          |
| 1983        | Хотел „Централ“                           |       |                          | Беньо                                                       |
| 1983        | Мъничък свят                              |       |                          | Цанко, ефрейтор                                             |
| 1982        | Тайната на дяволското оръжие              |       |                          | селянинът Делян                                             |
| ?           | Изборът                                   |       |                          |                                                             |
| 1981        | Масово чудо                               |       |                          | Горчев                                                      |
| 1981        | Ударът                                    |       |                          | министър-председателят Константин Муравиев                  |
| 1980        | Спилитим и Рашо                           | 20    |                          | Панко Глупака, слугата на попа (в V серия: „Глупавият поп“) |
| 1976        | Апостолите                                | 2     |                          | Захари Стоянов                                              |
| 1976 – 1981 | Записки по българските въстания           | 13    |                          | Захари Стоянов                                              |
| 1969 – 1971 | На всеки километър                        | 26    |                          | Борето, старшина от милицията (в 16-а серия)                |
| 1967        | Бягаща по вълните – („Бегущая по волнам“) |       | СССР/България            |                                                             |